# 菊池柚花
菊池 柚花（きくち ゆうか、2000年1月19日 - ）は、日本のタレント。所属事務所はスターダストプロモーション。とちぎ未来大使。

## 略歴
2022年3月、明治大学法学部卒業。同年4月よりNHK BS1『ワースポ╳MLB』のキャスターを務める。
2023年3月、とちぎ未来大使に就任。
2024年4月6日よりTBS『王様のブランチ』にてお天気キャスターを務める。同年10月5日からは“ブランチリポーター”として引き続き同番組へ出演している。

## 人物
- 栃木県立宇都宮中央女子高等学校→明治大学法学部出身[5][6]。
- 趣味は野球観戦、バッティングセンター通い[7]。野球好きとなったきっかけは、東京六大学野球での明治大学野球部を応援すべく友人とともに神宮球場で観戦したこと[1]。当時のエースは森下暢仁だった[1]。コロナ禍中も変則的なスケジュールのなか試合を観戦し、野球の魅力を再確認したという。千葉ロッテマリーンズのファンを公言しており、2023年から同球団の夏イベントであるBLACK SUMMER WEEKのリポーターを担当している[8]。
- 特技はピアノ、書道。
- 野球知識検定5級、手話技能検定5級の資格を保有している[9][10]。
- 写真週刊誌『FLASH』（光文社）が実施する「全国お天気キャスターランキング」2024年度版において、初登場第8位となった。

## 出演

### テレビ・情報・バラエティー
現在の出演番組
- ワースポ×MLB（2022年4月2日 - 、NHK BS1→NHK BS） - 土曜日キャスター
- ワースポ×MLBサンデー（2022年4月3日 - 、NHK BS） - キャスター
- 魅せます！とちブラ〜とちぎブランド・ぶらり〜（2023年4月1日 - 、とちぎテレビ）
- 王様のブランチ（TBS系）
  - お天気キャスター（2024年4月6日 - 9月28日） → リポーター（2024年10月5日 - ）[4]

過去の出演番組
- とまどい社会人のビズワード講座（2023年10月 - 、NHK Eテレ）
- MARINES FREAKS #34（2023年8月 - 、J:COM）
- 日テレNEWS24（2023年8月 - 、CS日本）
- MARINES FREAKS #32（2023年7月 - 、J:COM）
- イブ6プラス（2023年3月 - 、とちぎテレビ）
- めざまし8（2023年3月 - 、フジテレビ）
- ぜんぶ見せます！激闘2022MLB（2022年12月 - 、NHK BS1）
- ぜんぶ見せます！激闘2023MLB（2023年12月 - 、NHK BS）
- ヒルナンデス!（2022年1月・11月 - 、日本テレビ）
- 全力坂（2021年11月 - 、テレビ朝日）

### テレビドラマ
- 湯あがりスケッチ 第四湯（2022年2月 - 、ひかりTV）

### ラジオ
- ギュウゾウとPinokkoの雷ヘッドライナー（2023年5月 - 、FM栃木）

### 舞台
- 青空メロディーズ～We are baseball girls!!～（2024年2月1日 - 2月4日、大塚・萬劇場） - 大空柚花 役[11]
- 青空メロディーズ〜2nd melody〜（2024年7月24日 - 7月28日、新宿村LIVE） - 大空柚花 役[12]

## 雑誌・書籍
- ONE PUBLISHING『BOMB』（2022年8月）
- 晋遊舎『家電批評』（2021年・2022年）

## 広告
- 栃木県「2023年春季観光PRパンフレット」
- 栃木県「2023年冬季観光PRパンフレット」

## イベント
- とちぎ誕生150祭（2023年10月）
- 千葉ロッテマリーンズvs東北楽天ゴールデンイーグルス 始球式（2023年7月）[13]
- 栃木ゴールデンブレーブスvs読売ジャイアンツ 始球式（2023年4月）